# 第9降下猟兵師団
第9降下猟兵師団（だいきゅうこうかりょうへいしだん、9. Fallschirmjägerdivision）は、第二次世界大戦中に編成されたドイツ空軍最後の降下猟兵師団の一つである。この師団は1945年4月のベルリンの戦いで壊滅した。

## 概要
第9降下猟兵師団は1944年12月にブルーノ・ブロイアー将軍の下で戦闘経験の無い多くの空軍要員を戦闘任務に転換した部隊であった。ブロイアー個人は空挺作戦の経験豊富な指揮官であったが、ドイツ国防軍の落下傘降下訓練は1944年半ばで中止されていたため「降下」という部隊名称は名ばかりのものであり、"降下猟兵"とは、空軍指揮下の通常（しばしば錬度が不足し、装備の劣った）の歩兵部隊でしかなかった。1945年1月に師団所属の2個大隊がブレスラウで赤軍第1ウクライナ方面軍に包囲され、そこで壊滅している。
師団主力はベルリンの戦いに投入され、ゼーロウ高地とノイハルデンベルクの間に布陣した。4月16日にゲオルギー・ジューコフ元帥の第1ベラルーシ方面軍がゼーロウ高地への総攻撃を開始、攻撃初日の砲兵部隊による猛砲撃を浴びて師団はパニックに陥り、早くも師団は大損害を受けた。翌朝から幾らかの装甲部隊の支援を受けて師団は戦力を回復したが、その後も戦いは続き、短期間で戦闘能力は限界に達した。ブロイアーは神経衰弱に陥り、空軍師団の一つが壊滅したことに怒ったゲーリングにより指揮官を解任された。ブロイアーはヘルマン大佐（Colonel Herrmann）に指揮権を譲った。SS ノルトラント 師団が第9降下猟兵師団の幾つかの部隊を引き受け、一時的な反撃で成果を挙げている。
4月19日には第9降下猟兵師団の残存兵力は第56装甲軍団と共にベルリンのUバーン外環の防衛にあたっていた。4月24日、第56装甲軍団司令官ヘルムート・ヴァイトリングがベルリン防衛軍司令官に任命されると第9降下猟兵師団も組み込まれ、フンボルトハインの高射砲塔に基地を置いて北方に向かって防衛を担当した。4月27日、第9降下猟兵師団は赤軍第3突撃軍との戦いに大損害を負いながらも休むことなく市街戦を繰り返していた。
4月29日、第9降下猟兵師団は敵中を突破、シュプレー川を渡河してヘルヴァルトシュトラーセ付近へ移動、ここで内務省ビルを突破した赤軍第79狙撃兵軍団所属部隊と交戦、これの足止めに成功した。
しかし戦況は絶望的となり、5月1日から2日の夜にかけて脱出を計画、ルートとしてハーフェル川に架かるシャルロッテ橋（Charlottenbrücke）が選ばれた。近辺に陣取ってベルリンから脱出しようとするドイツ兵を狙う赤軍の機関銃手を撃退すべく、第9降下猟兵師団の少数グループがシュパンダウ区の 役所 （Rathaus）に強襲をかけた事が記録されている。
5月2日、脱出作戦終了。市街に残った部隊も5月8日のドイツ無条件降伏をもって赤軍に投降した。